# Abrophyllum
Abrophyllum,  biljni rod iz porodice Rousseaceae, nekada klasificiran vlastitoj porodici koja je nosila ime po njemu (Abrophyllaceae). Priznata je samo jedna vrsta u rodu, Abrophyllum ornans, koja raste kao endem jedino u Australiji po državama Queensland i Novi Južni Wales je grm ili manje stablo koje naraste do 8 metara visine. 
Druga vrsta, A. microcarpum, sinonim je za Abrophyllum ornans var. microcarpum Bailey.

## Vrste
1. Abrophyllum ornans (F.Muell.) Hook.f.

## Sinonimi
- Brachynema Griff.